# Ernest Benach
Ne doit pas être confondu avec le rappeur Benash.
Ernest Benach i Pascual, né à Reus le 12 novembre 1959, est un homme politique catalaniste, membre d'Esquerra Republicana de Catalunya et président du Parlement de Catalogne entre 2003 et 2010.